# Winkelschreibereiverordnung
Die Winkelschreibereiverordnung regelt in Österreich das unberechtigte Ausüben des Berufes eines Rechtsanwaltes („Rechtsfreundes“) und die gewerbsmäßige Verfassung von Urkunden und Eingaben bei Gericht (§ 1 Winkelschreibereiverordnung).
Im Laufe der Jahrzehnte wurde dieses Verbot der Winkelschreiberei aus der Winkelschreibereiverordnung auch auf andere Rechtsbereiche, wie z. B. das Verwaltungsrecht, immer weiter ausgedehnt.

## Geschichte
Die Winkelschreibereiverordnung ist eine der ältesten Rechtsquellen in Österreich, die noch aus der Habsburgermonarchie, im Kern weitgehend unverändert, übernommen wurde. Diese Verordnung wurde in den über 150 Jahren des Rechtsbestandes in der Monarchie und Republik lediglich sechs Mal angepasst bzw. geändert, davon viermal nach 1945.
Die Winkelschreibereiverordnung diente der Harmonisierung der in den Kronländern zuvor bestehenden Regelungen und wurde vom Justizministerium verordnet. Sie besteht aus fünf Paragraphen ohne Unter- oder Überschriften (Titel), von denen lediglich § 4 (Rechtsmittel) 1895 (Einführung der Zivilprozessordnung) aufgehoben wurde.

## Strafdrohung
Wer der Winkelschreiberei gemäß der Winkelschreibereiverordnung für schuldig befunden wird, kann mit einer Strafe bis zu 60.000 Schilling bzw. nunmehr rund 4.360 Euro oder Freiheitsstrafe bis zu sechs Wochen bestraft werden (§ 3 Winkelschreibereiverordnung).
Gegen Rechtsanwälte und Notare, die gerichtliche Eingaben, die von Winkelschreibern für dritte Personen verfaßt werden, mit ihrer Unterschrift versehen oder auf was immer für eine andere Art die Winkelschreiberei begünstigen, ist im Disciplinarwege vorzugehen (§ 5 Winkelschreibereiverordnung).
Wer iSv § 57 Abs. 2 RAO unbefugt eine durch die RAO den Rechtsanwälten vorbehaltene Tätigkeit gewerbsmäßig anbietet oder ausübt, begeht eine Verwaltungsübertretung und ist mit Geldstrafe bis zu 16 000 Euro zu bestrafen, sofern diese Tat nicht auch nach anderen Bestimmungen über die Strafbarkeit der Winkelschreiberei geahndet werden.

## Ausdehnung des Geltungsbereiches
Die Winkelschreiberei wurde immer weiter auf andere Rechtsgebiete ausgedehnt und umfasst explizit z. B. auch folgende Gesetze (Beispiele):
- Art. 3 Einführungsgesetz zu den Verwaltungsverfahrensgesetzen 2008
- § 71 Markenschutzgesetz 1970
- § 78 Patentgesetz 1970
- § 57 Rechtsanwaltsordnung
- § 4 Standes- und Ausübungsregeln für Personalkreditvermittler
- § 29 Zivilprozessordnung
- Art IV Zif. 5 EGZPO in Verbindung mit JMV RGBl. Nr. 114/1857